# Harold Meyssen
Harold Meyssen (né à Maaseik le 24 juillet 1971) est un joueur de football belge, qui a évolué toute sa carrière comme milieu de terrain offensif.

## Carrière
Harold Meyssen a été découvert par le RFC Liège dans les catégories de jeunes, alors qu'il jouait toujours au K. Stokkem VV. En 1988, à seulement 17 ans, il quitte le club liégeois pour rejoindre le noyau professionnel du KSK Tongres, alors en Division 2. Il intègre rapidement l'équipe première et joue 3 saisons chez les « Éburons ». En juillet 1991, il est prêté pour une saison à Saint-Trond, qui venait de basculer en D2. Il retourne ensuite un an à Tongres, et rejoint l'Eendracht Alost en juillet 1993, convaincu par le discours de l'entraîneur Jan Ceulemans qui voulait amener le club en D1.
Son passage chez les « ajuinen » (les oignons, surnom des joueurs alostois) est rapidement couronné de succès. Le club rejoint la Division 1 après une saison, et la saison suivante, Alost termine quatrième du championnat et se qualifie pour la Coupe UEFA! Meyssen joue au total sept saisons à Alost, même lorsque le club passe la saison 1998-1999 en Division 2. Après le retour du club en D1, il profite du Mercato d'hiver pour tenter sa chance à l'étranger, à l'Austria Salzbourg. Mais l'aventure tourne court, il ne joue que des bouts de matches sans convaincre, et après six mois, il revient en Belgique et signe au Standard de Liège pour 3 ans.
Harold Meyssen joue trois saisons au Standard, et en juillet 2003, le club le laisse partir gratuitement chez les néo-promus du Cercle de Bruges. Là-bas, il se met également en évidence, devenant le moteur de l'équipe au milieu du terrain. Mais à la fin de la saison 2005-2006, il perd sa place de titulaire. Il décide alors de redescendre d'un étage pour terminer sa carrière, et signe un contrat de deux ans chez les voisins du KV Ostende.
En 2008, son fils Yentl est recruté pour jouer dans les équipes de jeunes du PSV Eindhoven, et Harold Meyssen déménage avec sa famille dans le Limbourg. Il continue à jouer en Division 3 à Mol-Wezel, mais en décembre 2009 il décide de mettre un terme immédiat à sa carrière de joueur.

## Statistiques saison par saison
| Saison      | Club              | Championnat | Pays  | Matches | Buts |
| ----------- | ----------------- | ----------- | ----- | ------- | ---- |
| 1988 - 1989 | KSK Tongres       | Division 2  |       | 5       | 0    |
| 1989 - 1990 | KSK Tongres       | Division 2  |       | 14      | 0    |
| 1990 - 1991 | KSK Tongres       | Division 2  |       | 15      | 1    |
| 1991 - 1992 | Saint-Trond VV    | Division 2  |       | 25      | 4    |
| 1992 - 1993 | KSK Tongres       | Division 2  |       | 30      | 4    |
| 1993 - 1994 | Eendracht Alost   | Division 2  |       | 26      | 1    |
| 1994 - 1995 | Eendracht Alost   | Division 1  |       | 29      | 7    |
| 1995 - 1996 | Eendracht Alost   | Division 1  |       | 32      | 9    |
| 1996 - 1997 | Eendracht Alost   | Division 1  |       | 27      | 1    |
| 1997 - 1998 | Eendracht Alost   | Division 1  |       | 31      | 11   |
| 1998 - 1999 | Eendracht Alost   | Division 2  |       | 29      | 5    |
| 1999 - 2000 | Eendracht Alost   | Division 1  |       | 17      | 6    |
| 1999 - 2000 | Austria Salzbourg | Division 1  |       | 13      | 1    |
| 2000 - 2001 | Standard de Liège | Division 1  |       | 31      | 3    |
| 2001 - 2002 | Standard de Liège | Division 1  |       | 31      | 3    |
| 2002 - 2003 | Standard de Liège | Division 1  |       | 18      | 3    |
| 2003 - 2004 | Cercle Bruges     | Division 1  |       | 30      | 0    |
| 2004 - 2005 | Cercle Bruges     | Division 1  |       | 29      | 4    |
| 2005 - 2006 | Cercle Bruges     | Division 1  |       | 24      | 2    |
| 2006 - 2007 | KV Ostende        | Division 2  |       | 28      | 3    |
| 2007 - 2008 | KV Ostende        | Division 2  |       | 23      | 1    |
| 2008 - 2009 | Mol-Wezel         | Division 3  |       | 22      | 5    |
| 1988 - 2009 | TOTAL             | TOTAL       | TOTAL | 502     | 70   |

### Sources
- (nl) Cet article est partiellement ou en totalité issu de l’article de Wikipédia en néerlandais intitulé « Harold Meyssen » (voir la liste des auteurs).